# Dzerjinsk, Rusia
Dzerjinsk (ru. Дзержинск) este un oraș din Regiunea Nijni Novgorod, Federația Rusă și are o populație de 261.334 locuitori.
1. ↑   http://gu.nnov.ru/state/structure-5222400010000002796.html Lipsește sau este vid: |title= (ajutor)